# Charles Rollin

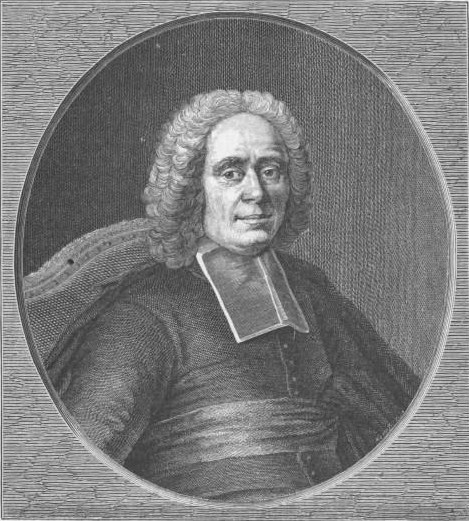
Charles Rollin

Charles Rollin (ur. 30 stycznia 1661 w Paryżu, zm. 13 września 1741 tamże) – francuski historyk i pedagog.
Jako syn wytwórcy noży miał przejąć fach ojca, ale szybko dowiódł swoich dużych zdolności intelektualnych. Po ukończeniu teologii na Sorbonie przyjął święcenia kapłańskie. W roku 1687 został wykładowcą retoryki w paryskim Collège du Plessis, do którego sam wcześniej uczęszczał, a od roku 1688 nauczał literatury w Collège Royal. W roku 1694 dostał nominację na stanowisko rektora Uniwersytetu Paryskiego, a w 1696 objął kierownictwo Collège de Beauvais, w którym przeprowadził gruntowną reformę metod nauczania. Po piętnastu latach wykładów odebrano mu jednak prowadzenie zajęć pod zarzutem propagowania jansenizmu. Rollin był jednym z wykładowców uniwersyteckich, którzy sprzeciwili się konstytucji apostolskiej Unigenitus, toteż gdy w roku 1720 ponownie wybrano go na rektora, został odwołany z funkcji już po kilku dniach.
Resztę życia Rollin poświęcił działalności naukowej, zajmując się zasadami nauczania i historią starożytną. Szczególnym uznaniem cieszył się jego wielokrotnie wydawany Traité des études, w którym podsumował swoje doświadczenia pedagogiczne. Jako znawca antyku, doskonale władający łaciną i greką, opublikował wybór dzieł Kwintyliana oraz dwie monumentalne prace badawcze Histoire ancienne i Histoire romaine.

## Główne dzieła
- De la manière d'enseigner et d'étudier les Belles-Lettres par rapport à l'esprit et au cœur, 1726-1728 (O sposobie nauczania i studiowania literatury, aby przemawiała do umysłu i serca), dzieło znane powszechnie pod tytułem Traité des Études (Traktat o studiowaniu)
- Histoire ancienne des Égyptiens, des Carthaginois, des Assyriens, des Babyloniens, des Mèdes et des Perses, des Macédoniens, des Grecs..., 1730-1738 (Historia starożytna Egipcjan, Kartagińczyków, Asyryjczyków, Babilończyków, Medów, Persów, Macedończyków, Greków...), dzieło znane powszechnie pod tytułem Histoire ancienne (Historia starożytna)[4]
- Histoire romaine depuis la fondation de Rome jusqu’à la bataille d’Actium 1738-1748 (Historia Rzymu od założenia miasta do bitwy pod Akcjum), dzieło znane powszechnie pod tytułem Histoire romaine (Historia Rzymu)